# Jules Ranaivo
Pour les articles homonymes, voir Ranaivo.
Jules Ranaivo, né le 22 novembre 1883 à Fianarantsoa (Madagascar) et mort en 1966 à Tamatave (Madagascar), est un homme politique franco-malgache.

## Biographie
Peu de temps après son élection au Conseil de la République, il est arrêté.